# Việt Thống
Việt Thống là một xã nằm ở phía bắc của thị xã Quế Võ, tỉnh Bắc Ninh, Việt Nam.

## Địa lý
Xã Việt Thống nằm ở phía bắc thị xã Quế Võ, có vị trí địa lý:
- Các phía đông, tây, bắc giáp tỉnh Bắc Giang
- Phía nam giáp phường Nhân Hòa và phường Đại Xuân.

Xã có diện tích 5,43 km², dân số năm 1999 là 5.432 người, mật độ dân số đạt 1.000 người/km².

## Hành chính
Xã Việt Thống có 5 thôn, trong đó thôn có dân số lớn nhất là Việt Vân, tiếp sau đó là Thống Hạ, Thống Thượng, Yên Ngô và Việt Hưng.
Thôn Thống Thượng được biết đến với những nghề như: Xay xát, làm mộc, trồng rau, nuôi cá... Lễ hội truyền thống làng Thống Thượng diễn ra vào ngày 6/2 AL với nhiều trò chơi dân gian như: kéo co, đập niêu, bịt mắt bắt vịt, ngoài ra còn có các giải đấu bóng chuyền, cờ tướng... Ngoài ra thôn Thống Thượng còn có di tích Bác Hồ về thăm đê sông Cầu ngày ngày 20 tháng 7 năm 1960.
Thôn Việt Vân được biết đến nhiều hơn qua nghề truyền thống là nghề rèn, tuy nhiên nó đã mai một nhiều trong những năm gần đây.